# 14 août 1943
Le samedi 14 août 1943 est le 226e jour de l'année 1943 du calendrier grégorien.

## Événements

### Événements liés à la Seconde Guerre mondiale
- Rome est proclamée ville ouverte.
- Fin de la bataille de Belgorod.

## Naissances
- Solange Ancona, compositrice française
- Emmanuelle Béart, actrice française
- Ronnie Campbell, homme politique britannique
- David Hallyday, chanteur et musicien français
- Jean Dumont, coureur cycliste français
- Jon McBride, astronaute américain
- Ben Sidran, musicien américain
- Herman Van Springel, coureur cycliste belge
- Wolf Wondratschek (de), écrivain allemand

## Décès
- Nguyễn An Ninh, activiste vietnamien (42 ans)
- Lore Berger (de), écrivain suisse (21 ans)